# Stilbina
Stilbina là một chi bướm đêm thuộc họ Noctuidae.

## Loài
- Stilbina hypaenides Staudinger, 1892
- Stilbina koreana Draudt, 1934
- Stilbina numida (Oberthür, 1890)
- Stilbina olympica Dierl & Povolny 1970